# Rona de Jos
Rona de Jos (in ungherese Alsóróna, in tedesco Unterrohnen) è un comune della Romania di 2 055 abitanti, ubicato nel distretto di Maramureș, nella regione storica della Transilvania. 
L'esistenza di Rona de Jos è attestata per la prima volta in un documento del 1360 con il quale veniva conferito il titolo nobiliare alla famiglia Tinavar.